# Jonas Magni Wexionensis
Jonas Magni Wexionensis, född 11  mars 1583 i Växjö, död 3 april 1651 på Brunsbo biskopsgård, var en svensk professor, rektor för Uppsala universitet, och biskop.

## Biografi
Jonas Magni Wexionensis upptog tillnamnet Wexionensis efter sin födelseort, där fadern Magnus Petri var kyrkoherde (i Lekaryd och sedan Virestad). Enligt äldre uppgifter tillbakavisades att fadern skulle haft detta namn, han skulle ha hetat Magnus Christopheri (men haft samma tjänst), och det har föreslagits att farfadern var kyrkoherde Christophorus Magni i Älmhult som skulle ha varit släkt med Gyllengrips för lojalitet med Sigismund halshuggna anfader. Modern ska oavsett vilket ha hetat Ingeerd Jönsdotter. Jonas Magni Wexionensis var ett av föräldrarnas elva barn. Alla söner blev kyrkoherdar och två tog magistergraden.
I likhet med sina syskon fick Jonas Magni Wexionensis en grundlig utbildning. Först genomgick han skolan i Växjö och Linköping, blev sedan student vid Uppsala universitet, och studerade därpå, efter att fadern dött i pesten, i Tyskland i tio år, och blev magister i Wittenberg 1610. Studierna bekostade han med egna medel, men han fick också ett kungligt stipendium. Redan i Uppsala hamnade han i kretsen runt Axel Oxenstierna och gjorde sig känd som nyaristoteliker. Hemkommen ansökte han om att få överta Joannes Baazius d.ä. rektorat i Växjö - som inte var vakant - och den hårdhänta strid som detta föranledde löstes när Wexionensis utnämndes till ethices professor i Uppsala 1614. Professuren hade tillkommit sedan Johannes Messenius professur i historia indragits året innan, och i stället hade denna professur i etik inrättats. Etiken innfattade teologi och politik. 
Som professor i etik och nyaristoteliker hamnade Wexionensis i strider med dem som försvarade ramismen, däribland Laurentius Paulinus Gothus som backades upp av universitetskansler Johan Skytte. 1620 ombildades etikprofessuren igen till professur i historia, troligen en direkt följd av att Wexionensis satte Aristoteles högre än Petrus Ramus. Wexionensis skrev ett verk i historia, Synopsis Historiæ universalis (1622) som handlar om de fyra världsrikena. I sina festskrifter är han påverkad av göticismen.
Johan Skytte hade dock under 1620-talet svängt i sin filosofiska uppfattning och blivit mera positivt inställd till Aristoteles. Aristotelikerna hade under en lång tid haft problem med befordringar, men Skyttes omsvängning ledde till att Wexionensis blev utnämnd till teologie professor 1624, men han tillträdde först två år senare. Fram till 1626 var han tillförordnad skytteansk professor, den förste att sköta detta ämbete. Som tillförordnad skytteansk professor författade han en dissertaionssvit till Justus Lipsius där han förespråkar en maktdelning inom kyrkan och ett kungarike med inslag av valmonarki. Denna kom att bli mycket åberopad, i synnerhet av Michael Olai Gyldenstolpe, men när drottning Kristina blev regent tog Wexionensis själv avstånd från delar av sina tidigare politiska idéer.
Under åren på universitetet var han rektor tre gånger. Han var föreslagen som ärkebiskop 1636 men Axel Oxenstierna ansåg att han var alltför lam och att han saknade den auktoritet som krävdes för det ämbetet. 1640 blev han i stället vid riksdagen utsedd till biskop i Skara. Tidigare samma år hade han promoverats till teologie doktor av Laurentius Paulinus Gothus. Han vigdes till biskop i Stockholm 13 januari 1641, och fick kunglig befallning att bege sig till sitt nya stift den 3 mars.
Wexionensis tog 1641 initiativet till att grunda Skara gymnasium  och detta godkändes av drottning Kristina 31 augusti samma år. Prästutbildning i Skara hade dock funnits vid katedralen sedan 1200-talet, de så kallade Skaradjäknarna, men det hade gått tillbaka efter reformationen.
I egenskap av för professor och sedan biskop kom Wexionensis att verka praktiskt politiskt som en självskriven representant för prästeståndet i riksdagarna. Från 1635 bevistade Jonas Magni Wexionensis riksdagarna och var 1647 prästeståndets talman. Han gjorde sig där känd som motståndare till drottningen och Johannes Matthiæ Gothus samt till riddarståndet, särskilt vid riksdagen 1650. Bland annat förnekade han adelns rätt att fritt få förfoga över sina gods, och grundade sitt motstånd på grundlagarna. Trots att han var en av de häftigaste motståndarna till regenten och adeln brukar han betraktas som ortodoxt konservativ, eftersom han försvarade sina ståndpunkter med att han fruktade förändringar av rikets maktbalans.
1647 var han kandidat till ärkebiskop igen, fick 39 röster i riksdagen och fick se sig besegrad av Johannes Canuti Lenaeus.
Wexionensis var gift med Sigrid Hansdotter Bubb. Deras barn kallade sig Salander och Salanus. Bland dem återfinns assessorn Petrus Salanus, borgmästaren Johannes Salanus, Nicolaus Jonæ Salanus och två lektorer vid Skara gymnasium, Jonas och Magnus Salanus. Sonsonen Magnus adlades Bjelkenhjelm.  Wexionensis brorson kan ha varit professor Nicolaus Wiraeus i Pernau.